# Литвиненко, Мария Антоновна
Мария Антоновна Литвиненко (укр. Марія Антонівна Литвиненко; 21 марта 1921, Вторая Педашка — 18 февраля 2016, Харьков) — советский и украинский историк и источниковед.
Исследовала рабочее движение на Донбассе и источники по истории Украины XVIII столетия и Слободской Украины. Автор учебника по источниковедению истории Украины.

## Биография
Мария Литвиненко родилась 21 марта 1921 года в селе Вторая Педашка, которое позже входило в состав Зачепиловского района. Высшее образование получала на историческом факультете Ленинградского государственного университета (ЛГУ), куда поступила в 1939 году. Во время Великой Отечественной войны находилась в блокадном Ленинграде, потом продолжила учёбу в Саратове, закончила обучение в ЛГУ в 1944 году. Хотя ей предлагали остаться работать в Ленинграде, Мария Литвиненко решила вернуться в Украину. С 1945 года работала ассистентом и заведующей кабинетом истории СССР и УССР в Харьковском государственном университете. В течение 1946—1948 годов училась на аспирантуре при кафедре истории СССР и УССР. Одновременно, с 1947 года, работала преподавателем в Харьковском государственном педагогическом институте. В 1953 году под научным руководством профессора Степана Королевского защитила диссертацию на соискание учёной степени кандидата исторических наук на тему «Рабочие Донбасса в борьбе за восстановление каменноугольной промышленности в период перехода к НЭПу (1921—1922 гг.)». Через три года вернулась в Харьковский государственный университет, где последовательно занимала должности старшего преподавателя и доцента. В 1957 году стала одним из первых сотрудников новосозданной кафедры истории Украины. Кроме общих лекционных курсов по истории Украины и источниковедения истории Украины читала студентам такие спецкурсы: «Формирование рабочего класса и его революционная борьба на Украине во второй половине XIX ст.» и «История культуры Украины периода феодализма», также участвовала в проведении вступительных экзаменов. В 1987 году ушла на пенсию, но продолжала работать несколько лет на кафедре на почасовой оплате.
Умерла Мария Литвиненко 18 февраля 2016 года, была похоронена на шестом городском кладбище Харькова. В некрологе её так характеризовали: «требовательный и справедливый педагог, чуткий и глубоко порядочный человек».

## Научная деятельность
Мария Литвиненко исследовала роль рабочих Донбасса в восстановлении каменноугольной промышленности в период окончания Гражданской войны в России и начала новой экономической политики. Занималась вопросами культурно-просветительной работы в Советской Украине в 1921—1922 годах, её особенностями и значением. Также внесла большой вклад в исследование источников истории Украины XVIII столетия и Слободской Украины. В биобиблиографическом справочнике «Историки Харьковского университета» называют исследование Литвиненко по источниковедению «весомым достижением украинской исторической науки 60-70 гг.».
В монографии «Источники истории Украины XVIII ст.» (1970) Мария Литвиненко провела подробный анализ актовых и повествовательных источников времён Гетманщины. В 1986 году, в соавторстве с Василием Довгополом и Романом Ляхом, опубликовала учебник «Источниковедение истории Украинской ССР».

## Избранные публикации
Всего Мария Литвиненко была автором более 40 научных, научно-популярных и учебно-методических публикаций. Биобиблиографические издания выделяют следующие работы:
- Борьба шахтеров Донбасса за повышение производительности труда в первые годы новой экономической политики // Науч. зап. Харьк. пед. ин-та Ист. сер. — 1957 — Т. 19 — С. 41—64
- Нові книги про відбудову народного господарства України в 1921—1925 рр.: [Огляд літ.] / М. А. Литвиненко, Й—Ш. Х. Черномаз // УІЖ. — 1960 — № 3. — С. 135—140.
- Борьба шахтеров Донбасса за восстановление каменноугольной промышленности в период третьего похода Антанты // УЗХУ. — 1962. — Т. 129 : Тр. ист. ф-ту. — Т. 10. — С. 5—14.
- Ганна Хоперська: (Історико-біографічний нарис). — Харків: Прапор, 1964. — 66 с.
- «Топографическое описание Харьковского наместничества» як джерело для вивчення історії Слобідської України другої половини XVIIІ ст. // УІЖ. — 1966. — № 1. — С. 131—135.
- Генеральне слідство про маєтності як джерело історії України XVIII ст. // ПІН СРСР. — 1969. — Вип. 8. — С. 16—25.
- Джерела історії України XVIII ст. — Харків: ХДУ, 1970. — 204 с.
- Культурно-освітня робота на Україні в період переходу до НЕПу (1921—1922 рр.) // ПІН СРСР. — 1970. — Вип. 9. — С. 33—39.
- Джерелознавство історії Української РСР: навч. посіб. для студ. іст. ф-тів вузів. / В. М. Довгопол, М. А. Литвиненко, Р. Д. Лях. — Київ: Вища школа, 1986. — 239 с.
- Мої університети // Проблеми періодизації історії та історіографічного процесу: Харківський історіографічний збірник. — 2002. — Вип. 5. — С. 128—134.